# 현 (행정 구역)
현(縣)은 행정 구역의 하나이다.

## 개요
고대에 춘추전국시대의 중국에서부터 현이 있어왔는데 처음에는 군보다도 위 행정구역이었지만 이후 그 위치가 역전되어버렸다. 
그 까닭은 전국시대에 각 나라들이 새로 정복지를 마련하면 기존의 현 대신에 군이라는 새로운 행정구획을 설정했는데 이는 땅은 넓지만 인구는 적었기 때문에 현보다 위계가 아래였지만 군내에 인구가 늘고 그 산하에 현을 두기 시작하면서 군이 현에 우위를 점하기 시작했던 탓이다. 
진시황대에 통일한 전국을 36군으로 나누며 그 밑에 현을 두는 것으로 군현제가 확립되었고 이후 현은 내내 최하급 행정구역의 위치를 차지했다. 
처음에 현은 인구수에 따라 급을 정해서 한(漢)대에는 1만호 이상의 현 장관을 령(令), 이하는 장(長)이라 불렸고 이후에 급의 수나 장관의 명칭은 변천되었다.

## 중화인민공화국
2003년 12월 31일 현재, 중화인민공화국에는 전부 1470현과 소수민족의 117 자치 현이 있다. 현급 행정구는 지급 행정구에 속하는 것이 기본이지만, 하이난성의 경우 등 성에 직속하는 경우도 있다.

## 일본
일본의 현(県)은  대한민국의 도(道) ·  미국,  캐나다,  오스트레일리아의 주(州) ·  중국의 성(省)에 해당되는 지방행정구역으로, 그 이전에 일본에는 현이라는 명칭의 행정제도가 없었다. 
1869년 7월 25일의 판적봉환(版籍奉還)으로 전국의 행정체제를 중앙집권화하는 과정에 각 번의 영주들의 영지인 번을 일시 유지하면서 막부의 직할지등의 지역은 정부 직할지로 만드는 과정에 처음으로 부(府)현(縣)체제가 등장했다. 
1871년 8월의 폐번치현으로 전국의 번들도 일괄 현으로 바뀌었는데 처음에 302개에 달하던 현은 그해 11월에 72개 현으로 통폐합되어 초기의 변천을 거쳐 태평양 전쟁 이후에 지금의 1도1도2부43현 체제가 이루어졌고 현재 행정 통폐합논의가 진행 중이다.
이중 홋카이도를 제외한 나머지 세개지역중 12현은 혼슈 소재가 아니다.

## 중화민국
타이완 성에 16현, 진마 지구 2현으로 이루어져 있다. 
성의 직속 행정 구역이지만 1990년대부터는 중화민국 행정원이 직접 관할하며, 사실상의 광역행정구역의 역할을 한다.

## 한국
현(縣)은 신라 시대부터 조선 시대까지, 작은 고을에 두었던 지방 행정 단위이다. 
갑오개혁이후 모두 군으로 승격되어 소멸되었다.

### 삼국, 기타 열국
삼국시대에 초기부터 현 제도가 있었는데 이 현은 중국의 군현제의 영향으로 지금의 면처럼 대개 군(郡)의 부속고을로 지배되었다. 
삼국사기의 기록을 검토하면 신라도 매우 초기부터 지배하고 있던 마을들에 현을 두었던 듯 하고
가야도 대가야시대에 어느정도 중앙집권적 고대국가를 이룩하면서 직할 소국을 현으로 삼았던 것으로 보이는데 가령 우륵의 고향인 성열현(誠熱縣)은 이전의 사이기국이라는 소국이었다. 
삼한통일후 신라는 9주 5소경이라는 상당히 치밀하고 정연한 행정체제 구축을 이루면서 전국의 현령(縣令)의 정원을 201명으로 했는데, 이때에는 등급이 없이 모두 현령을 두었던 듯하다.

### 고려, 조선
신라 말에서 후삼국의 혼란기동안에 신라가 애써 구축한 행정체제가 완전히 붕괴되는 바람에 삼한을 재통일한 고려는 처음부터 완전히 새로 행정체제를 구축할 수 밖에 없었고 그나마도 신라에 비해 무척 엉성한 모습을 보였다. 
고려초에 전국의 12개 고을에 12목을 설치하기 전까지 전국은 지방호족에 의한 지방자치제가 이루어졌고 그 전까지는 과세를 위한 관리들의 출장식 파견외에는 어떤 행정권도 휘두를 수 없었기 때문이다. 
이후 중앙정부가 지방으로 행정권을 행사하면서 전국의 현들은 현령을 두었던 현과 중앙에서 전혀 지방관이 배치되지 않던 속현(屬縣)의 두 가지로 구분되었다. 
속군, 속현등의 발생원인은 후삼국시기에 강력한호족이 지배하는 고을에 인근 고을들이 지배를 받으면서 생긴 지배관계를 중앙정부에서 행정체계에 반영한 경우가 대부분이고 그 외에 너무 작은 규모의 고을의 수가 늘어 일일이 지방관이 파견될 수 없었던 탓도 있어서였다. 
현령이 배치된 현은 독자적인 행정이 행해졌으나 속현은 지방관이 배치된 다른 지방 행정 관청에 완전히 예속되었으며,《고려사》지리지에는 고려 전기에 주현 130개, 속현 374개를 기록하고 있다. 
예종 때부터는 속현에도 감무(監務)라고 부르는 7품의 지방관이 점차적으로 배치되었고 이후 지속적으로 감무를 파견하는 현의 수를 늘려서 속현 현상을 해소하려 노력해갔다. 
공민왕때에는 현령과 감무를 모두 안집별감(安集別監)이라는 명칭으로 일시 통일했다가 창왕대에 되돌렸었다.

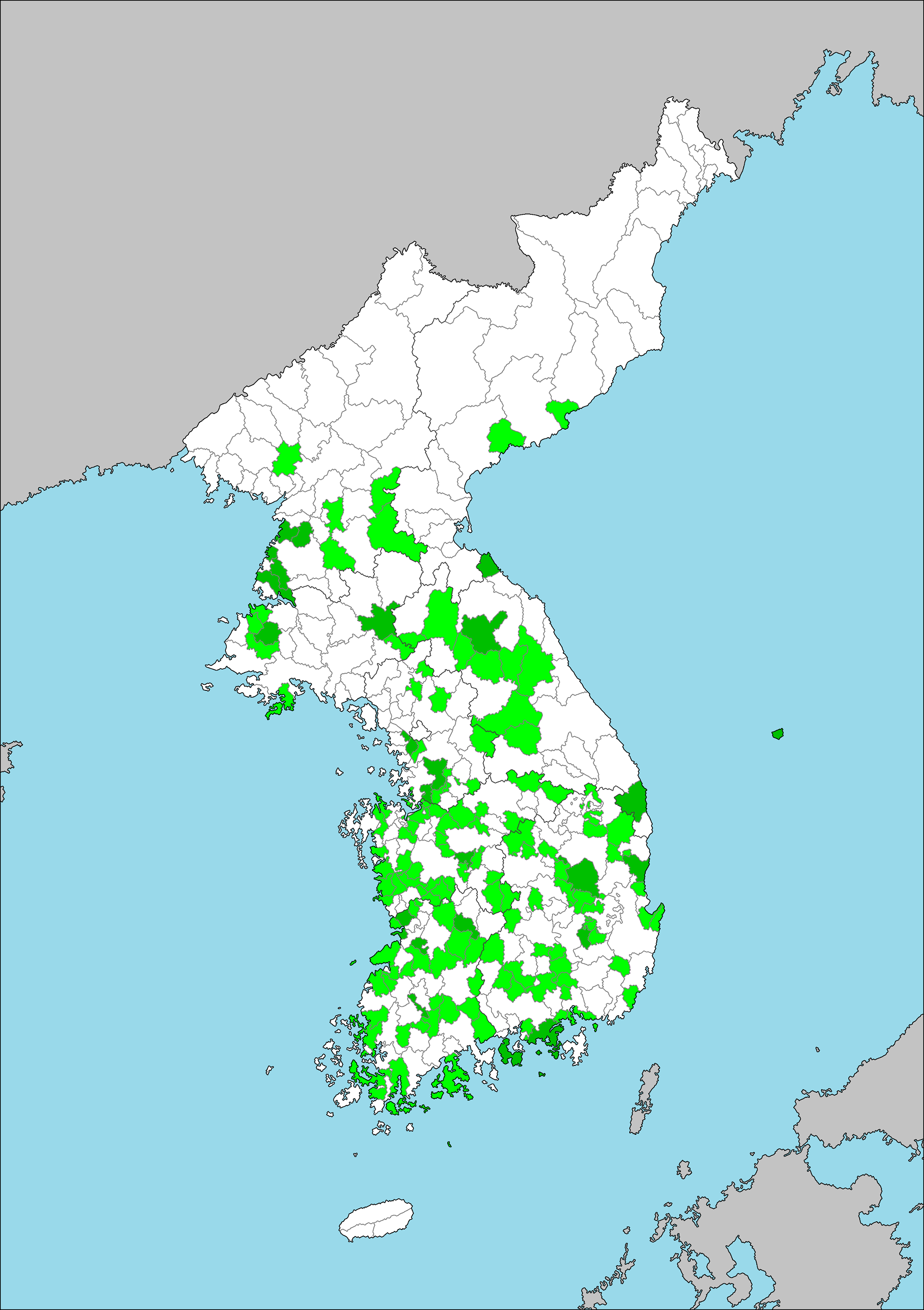

조선시대 이후에 감무는 현감(顯監)으로 바뀌었고 그외의 감무가 미처 파견되지 못할만큼 작은 속현은 서로 통폐합하거나 소속되었던 고을로 합병되었다. 
조선시대에 전국의 현은 164개였는데 종 5품의 현령이 다스리는 큰 현은 26곳, 현감이 다스리는 작은 현은 138명이었다. 
속현은 1530년 중종 25년에 편찬된 《신증동국여지승람》에는 2개의 속현이 기록되어 조선중기까지 속현이 조금이나마 남아있었다가 결국 17세기경에 모두 소멸되었다. 
갑오개혁때의 행정체제 개혁으로 현들은 모두 군으로 승격되어 현 제도는 폐지되었다.

## 베트남
베트남은 성(tỉnh)과 중앙직할시(Thành phố trực thuộc Trung ương)에서 현(huyện)이 놓인다. 
2단계 행정 단위이며, 성직할시(thành phố trực thuộc tỉnh), 시사(thị xã,市社), 군(quận,郡)이 일렬로 세워진다. 중앙직할시에서 군이 도시 지역인 반면, 현은 교외 지역이다.

## 같이 보기
- 부 (행정 구역)
- 대도호부
- 목 (행정 구역)
- 도 (행정 구역)
- 주 (행정 구역)
- 성 (행정 구역)
- 도호부
- 군 (행정 구역)
- 조선의 행정 구역